# Atrichozancla
Atrichozancla is een geslacht van vlinders van de familie Lecithoceridae.

## Soorten
- A. cosymbota (Meyrick, 1920)
- A. gymnopalpa Janse, 1963
- A. phaeocrossis (Meyrick, 1937)